# Verge (Kryptowährung)
Verge (Symbol: XVG) ist eine dezentrale, Blockchain-basierte Kryptowährung.

## Geschichte
Verge war ursprünglich zunächst seit 2014 unter dem Namen DogecoinDark (DOGED) bekannt, wurde dann schließlich im Jahre 2016 umbenannt in Verge. Laut „Coin Market Cap“ sind bereits rund 15,7 Milliarden Verge Coins im Umlauf. Laut Angaben der Betreiber nutzt Verge verschiedene Netzwerke wie TOR und I2P, bei denen die Anonymität das zentrale Thema darstellt. Der Fokus liegt hierbei auf Privatsphäre, die Transaktionen sind demnach nicht zurückverfolgbar, da unter anderem die involvierten IP-Adressen verschleiert werden.
Eine größere Aufmerksamkeit erhielt die Kryptowährung Verge, nachdem diese Zuspruch in einem Tweet des Digitalexperten John McAfee erhielt. Im Ranking der Digitalwährungen mit der höchsten Marktkapitalisierung belegte Verge daraufhin Ende Dezember 2017 den 15. Platz, nachdem der Kurswert in einer Woche um rund 800 % gestiegen ist. Nachdem einige Bugs bekannt wurden, das sogenannte „Wraith Protocol“ zum Jahresende noch nicht fertiggestellt war und McAfee sogar seine Tweets dementierte, kam es zu einem größeren Kurseinbruch.
Am 26. März 2018 sammelte Verge in einem Crowdfunding von seinen Fans 75 Mio. Verge (XVG) ein um weitere Neuerungen umzusetzen und eine weltweite Partnerschaft mit einem großen und weltweit agierenden Konzern zu schließen. Dieser Konzern ist Mindgeek.